# 聖詠經
聖詠經（英文譯文「Psalter」）是一本包含聖詠及其他祈禱內容的書籍。
在中世纪早期，《聖詠經》是最普遍的泥金裝飾手抄本，媲美福音書。中世紀的《聖詠經》，往往包含日課表、聖人的禱詞、取材自《聖經》的聖歌、以及其他祈禱的內容；並且常常包含許多華麗的插圖。
無論是東方或西方的基督徒，在聖餐感恩祭時，《聖詠經》都是很重要的祈禱書。
1879年東正教固利乙曾經將斯拉夫文的聖詠經譯為中文，這個版本經過修訂後於2016年6月6日由香港中華正教出版社出版。

## 東正教
在東正教會裡，依晚禱及晨禱的需要，《聖詠經》內容分成 20 分。（英文譯文「Kathisma」，意指就座，因為人們在讀聖詠時，常常是坐著的。）每一「分」又分成三段。（英文譯文「Stasis」，意指站立，因為在段末時，有司祭的祝禱，而信友們在當時是站立的。）

## 外部連結
- 聖詠經 Archive.today的存檔，存档日期2013-01-13 - 1879年掌院修士固利乙譯。